# Hünstetten
Hünstetten é um município da Alemanha, situado no distrito de Rheingau-Taunus, no estado de Hesse. Tem 50,56 km² de área, e sua população em 2019 foi estimada em 10.479 habitantes.